# Manifatture Cotoniere Meridionali
La Manifatture Cotoniere Meridionali è una azienda tessile storica, che riuniva diversi stabilimenti di Fratte (Salerno) e dell'Agro Nocerino Sarnese. È stata più nota in seguito con l'acronimo MCM.

## Storia

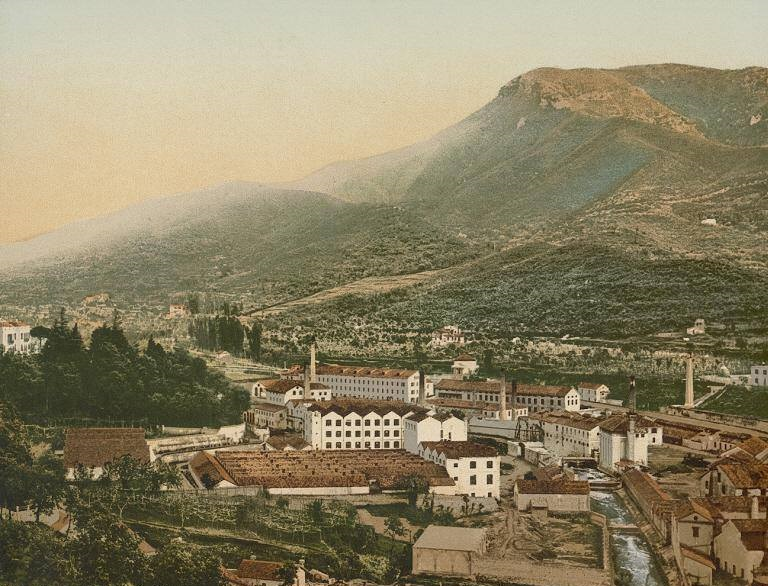
Le MCM a Fratte (Salerno) negli anni trenta

Durante il regno di Gioacchino Murat (1808-1815) alcune famiglie svizzere avviarono l'industria tessile nell'Agro Nocerino Sarnese. Il principale motivo di questa emigrazione è l'embargo Napoleonico ai produttori ed esportatori inglesi ed americani, che danneggiava indirettamente i tessitori svizzeri. Questi avevano convenienza a trasferire le loro produzioni nel sud Italia, dove trovavano fiumi (per la forza motrice), mano d'opera contadina, già esperta di tessitura che era presente in zona in forma di artigianato e produzione domestica, ed estese coltivazioni di cotone. Inoltre, dapprima il regno napoleonico, e in seguito quello borbonico, applicarono diversi incentivi economici.
Nel 1835 l'area dell'Irno presentava dunque già una certa concentrazione di industria tessile, tra le maggiori in Italia.
Federico Alberto Wenner, un industriale svizzero, giunto a Salerno nel 1829, fonda insieme ad altri suoi connazionali le industrie tessili di Fratte di Salerno.
Nel 1918 vengono nazionalizzati gli stabilimenti, con il nome di Manifatture Cotoniere Meridionali s.p.a., che nel frattempo erano passate al figlio Roberto Wenner. 
Oltre all'industria di Fratte il gruppo comprendeva gli stabilimenti campani di Poggioreale, Angri, Nocera, Scafati, Piedimonte, Pellezzano e il Cotonificio di Spoleto.

## Vicende industriali più recenti
Nel 1930 le MCM vengono acquisite dal Banco di Napoli (diventando negli ultimi anni trenta il maggior complesso cotoniero nel meridione italiano, molto danneggiato nella seconda guerra mondiale) e nel 1970 passano all'Eni.
Nel 1995 Gianni Lettieri, allora presidente dell'Unione Industriali di Napoli, acquisisce attraverso l'aggiudicazione di un bando di gara per la privatizzazione da Eni l'azienda e gli stabilimenti di Fratte, di Angri (questi ultimi posti in pieno centro cittadino) e Nocera Inferiore.
In seguito Lettieri cede gli stabilimenti di Angri all'imprenditore conserviero Antonino Russo. Nel 2011 Russo abbandona il progetto di riqualificare l'area industriale.

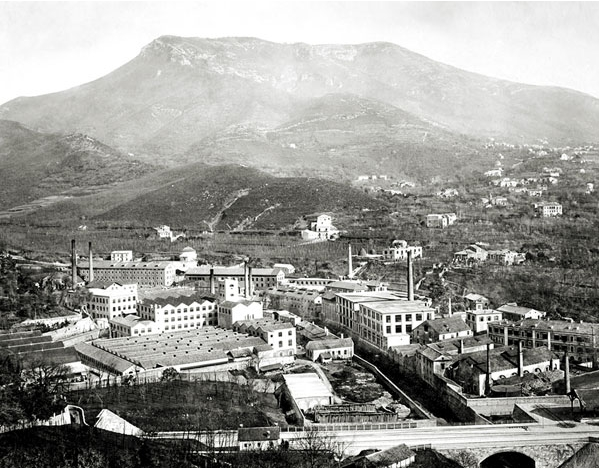
Gli stabilimenti delle Manifatture Cotoniere Meridionali di Fratte di Salerno

Nel corso di un'interrogazione parlamentare del 2007 il senatore Andrea De Simone ventilò sospetti di speculazione nell'ambito della privatizzazione della MCM.
Da parte sindacale si segnalò altresì come, nonostante stanziamenti pubblici per lo sviluppo industriale, l'attività imprenditoriale fosse stata prevalentemente di tipo immobiliare, con danno delle maestranze.
A partire dal 2010, sull'area di Fratte viene avviata la costruzione del progetto di riqualificazione urbana secondo il Piano Regolatore redatto da Oriol Bohigas, che comprende la costruzione di un centro commerciale, un centro direzionale, tre parchi a verde e parcheggi pubblici e privati. Nell'ambito del progetto, realizzato interamente con fondi privati, i promotori prevedono di realizzare il raddoppio del Lungoirno e di cedere la storica palazzina liberty dei Wenner al Comune di Salerno quale sede/museo della storica azienda.. Il 5 dicembre 2016, viene inaugurato il centro commerciale multipiano.